# 香港商業電台續牌風波
商台續牌風波是指2003年香港商業電台續牌時，香港特別行政區政府內部討論應否給予12年牌照，個別人士取態引起之風波，並於2012年香港行政長官選舉期間之選舉論壇，由候選人之一唐英年揭發，指另一候選人梁振英當時作為行政會議召集人提出縮短商業電台牌照年期至三年，作為打壓言論自由手段。事件引起公眾嘩然，有人指責唐英年違犯保密原則，也有人指梁振英不擇手段。

## 「封咪」時間表

### 2003年

#### 4月
- 4月底：鄭經翰在節目《風波裡的茶杯》，指房屋署副署長劉啟雄是「狗官」，又怒罵醫管局署理行政總監高永文

#### 5月
- 5月初至5月中：逾200名醫護聯署去信廣管局主席馮華健投訴鄭經翰，廣管局另接獲百多宗聽眾投訴[1]

#### 6月
- 6月14日：廣管局向商台發警告信，鄭經翰批評是政治施壓
- 6月18日：商台牌照8月到期，工商及科技局局長唐英年稱仍在考慮商台續牌事宜
- 6月19日：政界傳出行政會議召集人梁振英向特首董建華獻計，只讓商台續牌3年
- 6月底：大批聽眾聲援鄭經翰，廣管局收到逾1,800宗反對廣管局的投訴
- 6月：李鵬飛曾暫代鄭經翰主持《風波裡的茶杯》。後來透露曾因此招來中方壓力，指同年8月訪問內蒙古時，遭領導人「教訓過」。而翌年3月他在北京出席人大會議時，一些北京朋友對他主持該節目「意見多多」。

#### 7月
- 7月18日：在中區政府合署西翼大堂會見傳媒，聲稱行政會議並未討論關於商台續牌的事宜[2]
- 7月20日：梁振英指自己從未在任何場合、任何時間，向任何人士提出只讓商台續牌三年
- 7月22日：政府宣佈有條件續牌給商台12年，要進行續牌中期檢討
- 7月29日：政府新聞處發出新聞稿重申梁振英有關言論

#### 8月
- 8月15日：鄭經翰重新主持節目

### 2004年

#### 5月
- 5月1日：鄭經翰以受到壓力為理由，再度宣布暫時休假，由梁文道、蔡東豪、蔡子強等人暫代主持
- 5月2日：名嘴黃毓民，以「政治壓力」及「身心俱疲」為由，突宣佈將退出廣播界
- 5月13日：名嘴鄭經翰，又以「政治壓力」及「身心俱疲」為由，突宣佈退出廣播界，兩次事件引起聯合國人權機構關注
- 5月19日：商台邀請李鵬飛主持《風波裡的茶杯》，但只做了短短十三天，就以不想和其他名嘴一般、家人受到滋擾為由，而宣布停任主持人工作[3]

#### 7月
- 7月初：商業電台董事、前行政總裁俞琤突然宣佈解僱鄭經翰
  - 俞琤表示鄭經翰提出過只要商台依足合約賠，會終止合約
  - 俞琤指責鄭經翰嘅講法同「收錢收聲」意念不謀而合
  - 兩人在記者會上對質
- 7月28日：《政事有心人》罵戰
  - 俞琤作進一步解釋﹕「電台節目屬團體節目，不想重聚焦在一個人度，令一個人成為必然箭靶」， 故節目方針由「感性的宣泄」改為「理性的討論」，有助平衡發展[4]
  - 大班打電話回應﹕「感性不感性，見仁見智，做節目要拿個心出來」，他又替自己辯護，「我見梁文道做得好好，外界反映都話他鬧得好兇」，證明兩人風格一致
- 7月29日：《風波裡的茶杯》罵戰
  - 鄭經翰與俞琤出席電台節目對質[5]
  - 李鵬飛打電話與俞琤罵戰[6]

#### 8月
- 8月1日：「爭取開放大氣電波聯盟」商台外舉行集會，抗議商台無理封殺鄭經翰及黃毓民[7]
- 8月2日：
  - 俞琤突然召開記者會
    - 俞琤指鄭經翰早有意向參選，並首先提出願意解約
    - 鄭經翰則反駁商台涉以威迫利誘手段阻礙他參選立法會，爆料指商台在解約條件中除要求他停職留薪外亦不可參選，他會向廉政公署及選舉管理委員會舉報
    - 大班哽咽說有人無所不用其極打壓他，感到被朋友出賣，對商台已情至義盡

  - 管理層變動
    - 商台突然宣佈取消梁文道節目主持身份，留任顧問
    - 俞琤出任董事局副主席
    - 重解僱營運總監蔡東豪
    - 《風波裡的茶杯》改由監製勞浩榮、新聞及公共事務部副總監蔡文堅接任，另一主持蔡子強亦變相被免職
- 8月3日：俞琤召開員工大會，解次事件經過，會議以閉門形式進行，並拒絕外界採訪，亦未有發表任何新聞稿
- 8月4日：鄭經翰放棄加籍，伙拍前綫秘書長兼黃大仙竹園村區議員陶君行參選立法會[8]
- 8月5日：商台宣佈與梁文道結束賓主關係

#### 10月
- 時事烽煙節目改革
  - 長達10年的《風波裡的茶杯》於在9月底結束；改為《在晴朗的一天出發》﹐主持改為施南生、張楚勇
  - 傍晚Phone-in節目《政事有心人》改為《左右大局》
  - 黃毓民返港後不久，與俞琤達成協議，為商業電台主持每週一次的週末節目《不談風月》

### 2005年

#### 7月
- 7月2日：商業電台突然與黃毓民提前解約
- 7月4日：黃毓民在香港電台節目批評商台突解僱做法，指商台副主席俞琤曾要求他不要批評電台，令他感到很不滿，對事件感到遺憾和悲哀
- 7月16日，香港泛民主派議員於遮打花園進行燭光晚會，支持黃毓民，期間向市民呼籲成立民間電台

## 2012年特首選舉論壇情況及唐英年接受訪問披露詳情
2012年特首選舉選舉論壇的自由搏擊環節中，唐英年強調言論自由是香港核心價值，先主動說出有關風波，但未到一半遭梁振英打斷。
唐英年指當時梁振英提出有關建議，是因為黃毓民、鄭經翰當時不停在商台批評政府，希望整頓一下，其後唐英年、曾蔭權和梁振英在行政會議作短暫爭論，由於時間過短，所以予會者未必記得。
唐英年又指當時真要縮減續牌期，會辭去工商及科技局局長一職。又重申自己只是想講出真相，非為搏市民支持或民調結果；又指自己印象深刻，因梁振英很少發言。唐英年被問是否「玉石俱焚」，他否認是一早部署，而是因為覺得梁振英有機會當選，希望公眾看清楚這個人。

## 各方取態

### 梁營
梁營否認有關事件。前教育統籌局局長李國章及前衞生福利及食物局局長楊永強亦指出，當時並沒有聽聞有人提出以防暴隊對付示威者。競選辦主任羅范椒芬指唐英年並非如此激進，相信是受人教唆，但對方已觸犯選舉舞弊條例，強調保留追究權利，而且追究是不設時限。至於不即時採取法律行動是因為希望以和為貴。

### 商業電台及相關人士
於唐英年提出有關資料後，商台不同相關人士之回應：
- 蔡東豪(2002至2004年之營運總裁)：在他主持的港台節目《LTV Cafe》中親述有關內幕，指當年從商台主席何佐芝及副主席俞琤口中，得知梁振英因不滿鄭經翰而阻撓續牌，而商台在03年前每次續牌也是例行公事，因此管理層最初沒有當03年續牌是一回事。這消息令全台震驚，因為若要每年續牌，經營會很困難，他與何佐芝及俞琤急謀對策，最後決定爭取其他傳媒支持商台續牌，引起社會關注；時任香港電台廣播處長朱培慶，也表態維護言論自由。就一年後鄭經翰與黃毓民被迫離開商台，蔡說無法證實是否商台獲續牌的秘密條件。
- 梁文道(於2003年7月加盟商台)：當年有人想透過續牌箝制商台，主席何佐芝雖然十分緊張，但仍鼓勵商台高層「本來點做就繼續點做」；又指在續牌後，收到很多消息指梁振英是作梗的幕後黑手。
- 鄭經翰及黃毓民：二人均相信梁振英為事件之幕後黑手，黃接受電視台訪問時稱，相信唐英年對梁振英的指控，「我哋信，因為我哋一早就知」。[12]
- 一位有份跟進商台03年續牌事件的政界人士，引述政府極高層消息指，當年政務司司長曾蔭權極力反對梁振英只續牌三年的建議。
- 商業電台：發表聲明指當時曾聽過有關傳聞，但不知是否屬實，也沒揣測建議來自何人，重申過去52年沒因壓力作出妥協及犧牲。當時，政府最終予商台續牌12年，但增加在第六年進行中期檢討條件。[12]

### 泛民主派
不少泛民成員表明要求唐、梁二人清楚交代相關資料。
- 民協：有成員到梁振英競選辦抗議，支持引用特權法。
- 工黨：主席李卓人擬立法會會議上提出緊急議案，辯論是否引用《立法會（權力及特權）條例》向政府索取當年行政會議討論商台續牌和23條立法的會議紀錄。[14]
- 公民黨：黨魁梁家傑認為，此事涉及的公眾利益有凌駕性，知情人士應站出來講出真相。
- 民主黨：特首候選人何俊仁認為，唐的指控「令人震驚」，指市民有知情權知道誰對市民說謊，要求唐梁作更多交代。立法會議員涂謹申認為，事件涉及重大公眾利益，要求特首有限度豁免行會保密制，令公眾利益得以彰顯。[15]
- 香港獨立媒體：發出聲明要求曾蔭權交代。[16]

### 建制派
- 工聯會：黃國健指唐為選舉而爆行會內幕，跌穿政治道德底線，「身邊嘅人會好驚，佢一時唔高興就反轉豬肚，玩政治嘅人唔應該係咁」。
- 自由黨：由支持唐英年，改為於唐英年或白票之間任選其一，劉健儀、田北俊、周梁淑怡及方剛表明會投白票。[17][18]田北俊於Facebook中指自己「冇眼睇」、「有人更加連行政會議的機密內容都爆埋出來」[19]
- 新民黨：葉劉淑儀批評唐英年「嚴重違反行會保密原則」，令政界惶恐和不安，認為特區政府或特首應採取行動制止，包括譴責唐英年。她質疑﹕「若唐先生真的如此重視公眾利益，為什麼他不早些出來講？如他覺得有人的做法不妥，他為何不早些向特首反映，或跟行會割蓆，早些給市民知道？」

## 資料來源
1. ↑  .   [2012-10-27]. （原始内容存档于2014-08-21）. （页面存档备份，存于）
2. ↑  .   [2012-10-27]. （原始内容存档于2012-06-20）. （页面存档备份，存于）
3. ↑  . 蘋果日報 (香港). 2004-05-28  [2020-08-03]. （原始内容存档于2020-05-19）. （页面存档备份，存于）
4. ↑  .   [2014-08-21]. （原始内容存档于2016-03-04）. （页面存档备份，存于）
5. ↑  .   [2014-08-21]. （原始内容存档于2014-08-21）. （页面存档备份，存于）
6. ↑  .   [2014-08-21]. （原始内容存档于2014-08-21）. （页面存档备份，存于）
7. ↑  .   [2014-08-21]. （原始内容存档于2014-08-22）. （页面存档备份，存于）
8. ↑  .   [2014-08-21]. （原始内容存档于2014-08-22）. （页面存档备份，存于）
9. ↑  http://paper.wenweipo.com/2012/03/22/HK1203220028.htm （页面存档备份，存于） 唐再講商台續牌：曾與梁「短暫爭論」 2012年3月22日 文匯報報導
10. ↑  .   [2012年10月27日]. （原始内容存档于2014年8月21日）. （页面存档备份，存于）
11. 1 2 3  .   [2012年10月27日]. （原始内容存档于2012年3月25日）. （页面存档备份，存于）
12. 1 2  .   [2012-10-27]. （原始内容存档于2014-08-21）. （页面存档备份，存于）
13. ↑  .   [2012-10-27]. （原始内容存档于2014-06-12）. （页面存档备份，存于）
14. ↑  工黨就商台續牌及派防暴隊事件跟進記者招待會 (2012-03-19)[永久]
15. ↑  .   [2012-10-28]. （原始内容存档于2013-12-13）. （页面存档备份，存于） 唐英年指振英藉續牌壓商台 2012年3月17日 星島日報報導
16. ↑  .   [2012-10-27]. （原始内容存档于2016-03-04）. （页面存档备份，存于）
17. ↑  .   [2012-10-27]. （原始内容存档于2014-10-09）. （页面存档备份，存于）
18. ↑  .   [2012年10月27日]. （原始内容存档于2013年12月13日）. （页面存档备份，存于）
19. ↑  .   [2012-10-28]. （原始内容存档于2014-03-05）. （页面存档备份，存于）